# Liste der Singles in der Harlem Hit Parade 1944
Die Liste der Singles in der Harlem Hit Parade 1944 enthält alle Songs von Singles, die im Kalenderjahr 1944 in der entsprechenden Kategorie von Billboard gelistet wurden. Aus der Harlem Hit Parade ging die spätere Billboard Rhythm & Blues Chart hervor.

## Hintergrund
Seit den frühen 1940er Jahren war der Markt für sogenannte Race Records (also Platten afroamerikanischer Musiker für ein afroamerikanisches Publikum) so gewachsen, dass Billboard daran interessiert war, deren Umsatz zu messen. „Race Music“ war ein Begriff, der bereits seit den 1920er-Jahren von der Plattenindustrie verwendet wurde.
Verkaufs-Chart für Race Records wurden seit Oktober 1942 von Billboard als Harlem Hit Parade ermittelt. Die wöchentlichen Verkäufe wurde zuerst in einer nicht näher definierten Auswahl der „beliebtesten Plattenläden“ im New Yorker Stadtteil Harlem (der stark afroamerikanisch geprägt war) in einer informellen Umfrage erhoben. Anfang 1944 kamen Plattenläden in Chicago und Newark (New Jersey) hinzu, ab Februar 1944 in den ganzen Vereinigten Staaten, weshalb die Liste fortan als „Harlem“ Hit Parade firmierte. Im Juni 1949 wurde der Begriff Race in den Chartlisten ersetzt durch „Rhythm and Blues“.
Im Jahr 1944 platzierten sich insgesamt 65 Songs.

## Liste
| Interpret                                                                                         | Titel Autor(en) | Charteinstieg | Wochen | HP | Labelnummer      | Bemerkungen |
| ------------------------------------------------------------------------------------------------- | --- | ------------- | ------ | -- | ---------------- | --- |
| The All Star Sextet with Dinah Washington                                                         | Evil Gal Blues Leonard Feather | 22.04.1944    | 2      | 9  | Keynote 605      | Ein Song von der ersten Aufnahmesession der Sängerin Dinah Washington mit dem Lionel-Hampton-Sextett für Keynote Records. |
| The All Star Sextet with Dinah Washington                                                         | Salty Papa Blues Leonard Feather, Sammy Price                                                                                      | 01.04.1944    | 1      | 10 | Keynote 606      | Dieser Song wurde von den 5 Red Caps für Joe Davis im September 1943 aufgezeichnet, eine ihrer frühesten Aufnahmen. Erstmals veröffentlicht auf Beacon Records im Januar 1944, dann wieder auf dem Gennett Label im September 1944. |
| Benny Carter & his Orchestra                                                                      | Poinciana (Song of the Tree) Buddy Bernier, Nat Simon                                                                              | 19.02.1944    | 1      | 8  | Capitol 144      | Poinciana war die B-Seite von Carts Charterfolg Hurry Hurry!. |
| Benny Carter & his Orchestra, Vocal by Dick Gray                                                  | I'm Lost Otis Rene | 19.08.1944    | 17     | 1  | Capitol 185      | In Benny Carters Orchester spielten im Mai 1944 u. a. Karl George, J. J. Johnson, Bart Varsalona, Porter Kilbert, Bumps Myers, Gerald Wiggins und Max Roach; Vokalist war Dick Gray. |
| Benny Carter & his Orchestra, Blues Vocal by Savannah Churchill                                   | Hurry, Hurry! Richard Larkin | 12.02.1944    | 6      | 2  | Capitol 144      | Mit der Instrumentalnummer Hurry, Hurry! hatte Benny Carter sein Aufnahmedebüt bei Capitol Records. Richard Larkins Song wurde auch von Christine Chatman, Nellie Lutcher und Lucky Millinder aufgenommen. |
| Cozy Cole's All Stars feat. Coleman Hawkins & Earl Hines                                          | Just One More Chance Arthur Johnston, Sam Coslow                                                                                   | 27.05.1944    | 1      | 10 | Keynote 1300     | Die Cozy Cole All Stars bei dieser Aufnahme vom 22. Februar 1944 waren neben dem Bandleader und Schlagzeuger Cozy Cole Joe Thomas (tp), Trummy Young (trb), Coleman Hawkins (ts), Earl Hines (p), Teddy Walters (git) und Billy Taylor (kb) |
| Bing Crosby with John Scott Trotter & his Orchestra                                               | I'll Be Home for Christmas (If Only in My Dreams) Walter Kent, Kim Gannon                                                          | 01.01.1944    | 1      | 8  | Decca 18 570     | |
| Bing Crosby with Ken Darby Singers & John Scott Trotter & his Orchestra                           | White Christmas (From Paramount Picture "Holiday Inn") Irving Berlin                                                               | 01.01.1944    | 1      | 9  | Decca 18 429     | |
| Jimmy Dorsey & his Orchestra, Vocal Chorus By Kitty Kallen                                        | When They Asked About You Sam H. Stept                                                                                             | 18.03.1944    | 1      | 10 | Decca 18 582     | Gesang von Kitty Kallen |
| Billy Eckstine with The DeLuxe All Star Band                                                      | I Stay in the Mood for You Billy Eckstine                                                                                          | 02.09.1944    | 6      | 3  | De Luxe 2000     | Billy Eckstine wurde bei der Session für De Luxe begleitet u. a. von Dizzy Gillespie, Freddie Webster, Shorty McConnell, Al Killian (tp), Trummy Young, Claude Jones (trb), Budd Johnson (as), Wardell Gray (ts), Clyde Hart (p), Connie Wainwright (git), Oscar Pettiford (kb) und Shadow Wilson (dr). Eckstine nahm auch I'll Wait and Pray für Deluxe auf. |
| Duke Ellington & his Famous Orchestra                                                             | Don't Get Around Much Anymore (Never No Lament) Duke Ellington                                                                     | 01.01.1944    | 1      | 7  | Victor 26 610    | Zwei unterschiedliche Versionen von Don’t Get Around Much Anymore, zum einen von den Ink Spots und zum anderen von Ellington mit seinem Orchester, erreichten jeweils Platz 1 der Rhythm-and-Blues-Charts im Jahr 1943. Auch Glen Grays Casa Loma Orchestra erreichte im selben Jahr mit einer Aufnahme die Billboard-Charts, gesungen von Kenny Sargent.     |
| Duke Ellington & his Famous Orchestra                                                             | Main Stem Duke Ellington | 04.03.1944    | 14     | 1  | Victor 20-1556   | „Main Stem (1942) illustriert seine Verwendung der Blue Notes, die auf dem starken ersten Schlag jedes Taktes scharf akzentuiert ist.“ |
| Duke Ellington & his Famous Orchestra                                                             | My Little Brown Book Billy Strayhorn                                                                                               | 03.06.1944    | 18     | 4  | Victor 20-1584   | Bei der Aufnahme am 26. Juni 1942 ersetzte Billy Strayhorn den Bandleader am Piano; der Sänger war Herb Jeffries. Die B-Seite der Platte war Someone, der ebenfalls in die Harlem Hit Parade gelangte. |
| Duke Ellington & his Famous Orchestra                                                             | Someone Duke Ellington | 10.06.1944    | 7      | 7  | Victor 20-1584   | B-Seite von My Little Brown Book. Solisten sind Johnny Hodges (Altsaxophon), Lawrence Brown (Posaune) und Ray Nance (Trompete). |
| Duke Ellington & his Famous Orchestra, Alto Sax Solo by Johnny Hodges                             | Sentimental Lady Duke Ellington | 01.01.1944    | 1      | 10 | Victor 20-1528   | Sentimental Lady baute auf einer früheren Komposition Ellingtons auf, I Didn't Know About You. |
| Duke Ellington & his Famous Orchestra, Trumpet Solo by Cootie Williams                            | Do Nothin’ Till You Hear from Me Bob Russell, Duke Ellington                                                                       | 08.01.1944    | 18     | 1  | Victor 20-1547   | Der ursprüngliche Titel von Do Nothin’ Till You Hear from Me war Concerto for Cootie. 1944 kam der Titel auch in den Versionen von Stan Kenton und Woody Herman in die Harlem Hit Parade; am erfolgreichen war jedoch die Version des Duke Ellington Orchestra.                                                                                               |
| Duke Ellington & his Famous Orchestra, Vocal Refrain by Ivie Anderson                             | I Don't Mind Billy Strayhorn, Duke Ellington                                                                                       | 23.12.1944    | 1      | 10 | Victor 20-1598   | Mit Ivie Anderson, Gesang |
| Duke Ellington & his Famous Orchestra, Vocal Refrain by Ray Nance                                 | A Slip of the Lip (Can Sink a Ship)                                                                                                | 08.01.1944    | 1      | 10 | Victor 20-1528   | A Slip of the Lip vom Juli 1942, gesungen von Ray Nance, war ein typischer Song der Kriegszeit, dessen Text davor warnt, zu offen zu sprechen, da auch der Feind mithören könnte (Shhh, don't talk to much / Cause a slip of the lip might sink a ship). |
| The Five Red Caps                                                                                 | Boogie-Woogie Ball Joe Davis | 25.03.1944    | 1      | 10 | Beacon 7121      | |
| The Five Red Caps                                                                                 | I Learned a Lesson I’ll Never Forgot Joe Davis                                                                                     | 19.02.1944    | 15     | 3  | Beacon 7120      | Das Vokalensemble Five Red Caps nahm die Nummer (in der Tradition der Ink Spots) zusammen mit dem Songautor Joe Davis auf, der unter dem Pseudonym Leslie York aufgeführt wurde. |
| The Five Red Caps                                                                                 | Just for You Joe Davis | 22.04.1944    | 2      | 10 | Beacon 7119      | Der Enquirer-Artikel vom 2. August 1943 erwähnte die vier Titel, die in der 5 Red Caps-Sitzung aufgezeichnet wurden: No Fish Today, Just for You, Grand Central Station und I'm Going" to Live My Life Alone. |
| The Five Red Caps                                                                                 | No One Else Will Do Joe Davis | 04.11.1944    | 1      | 10 | Beacon 7130      | Diese US-amerikanische R&B-Gesangsgruppe prägte die Rhythm-and-Blues-Revolution der frühen 50er-Jahre. Drei Platten der Gruppe schafften es in diesem Jahr in die Charts, nämlich Boogie-Woogie Ball, Just for You und No One Else Will Do. |
| Pvt. Cecil Gant                                                                                   | I Wonder Cecil Gant | 21.10.1944    | 10     | 2  | Gilt Edge 500    | Die Gilt-Edge-Veröffentlichung von I Wonder (als Pvt. Cecil Gant) verkaufte sich gut in den Vereinigten Staaten; der Titel erreichte 1944 Platz eins in der Billboard Harlem Hit Parade und Platz 20 in der nationalen Pop-Tabelle. |
| Benny Goodman & his Orchestra feat. Charlie Christian                                             | Solo Flight Charlie Christian, Mundy, B. Goodman                                                                                   | 12.02.1944    | 6      | 1  | Columbia 36 684  | Solist im Benny Goodman Sextet war der Gitarrist Charlie Christian. |
| Glen Gray & the Casa Loma Orchestra, Vocal Chorus by Eugenie Baird                                | My Heart Tells Me (Should I Believe My Heart?) (From the 20th Century-Fox-Picture "Sweet Rosie O'Grady") Harry Warren, Mack Gordon | 22.01.1944    | 1      | 7  | Decca 18 567     | Betty Grable stellte den Song My Heart Tells Me in dem Filmmusical Sweet Rosie O'Grady vor. |
| Lionel Hampton & his Orchestra                                                                    | Hamp's Boogie Woogie Lionel Hampton                                                                                                | 12.08.1944    | 20     | 1  | Decca 18 613     | „Lionel Hamptons berühmteste Komposition in diesem Genre war zweifellos Hamp's Boogie-Woogie (1944), wobei der winzige Teddy Buckner die Nummer nach vorne schob“. |
| Lionel Hampton & his Orchestra                                                                    | On the Sunny Side of the Street Dorothy Fields, Jimmy McHugh                                                                       | 29.01.1944    | 1      | 10 | Victor 25 592    | |
| Coleman Hawkins & his Orchestra                                                                   | Body and Soul John W. Green, Edward Heyman, Frank Eyton, Robert Sour                                                               | 01.07.1944    | 9      | 4  | Bluebird 30-0825 | Coleman Hawkins – Body and Soul |
| Erskine Hawkins (the Twentieth Century Gabriel) & his Orchestra, Vocal Refrain by Jimmy Mitchelle | Cherry Don Redman | 29.01.1944    | 6      | 5  | Bluebird 30-0819 | Dem Song Cherry folgten eine Reihe erfolgreicher Aufnahmen des Bandleaders wie Tippin' In und After Hours. |
| Erskine Hawkins (the Twentieth Century Gabriel) & his Orchestra, Vocal Refrain by Jimmy Mitchelle | Don't Cry Baby Saul Bernie, James P. Johnson, Besie Unger                                                                          | 01.01.1944    | 7      | 2  | Bluebird 30-0813 | Im Original wurde der Song 1929 von Bessie Smith aufgenommen. Don't Cry Baby war 1943 der erfolgreichste Titel in der Harlem Hit Parade; er gelang auch auf #15 der Billboard-Pop-Charts. |
| Woody Herman & his Orchestra                                                                      | Do Nothin’ Til You Hear from Me Duke Ellington                                                                                     | 19.02.1944    | 4      | 4  | Decca 18 578     | |
| Johnny Hodges & his Orchestra                                                                     | Going Out the Back Way Duke Ellington                                                                                              | 07.10.1944    | 1      | 10 | Bluebird 30-0817 | Eine Kompaktausgabe des Duke Ellington Orchestra, mit Johnny Hodges, Harry Carney, Ray Nance, Lawrence Brown, Duke Ellington, Jummy Blanton und Sonny Greer. |
| The Ink Spots with Instrumental Accompaniment                                                     | Don't Believe Everything You Dream (From R.K.O.-Picture "Around The World") Jimmy McHugh, Harold Adamson                           | 18.03.1944    | 3      | 6  | Decca 18 583     | Version des Songs aus dem Film Around the World (1943, Regie Allan Dwan), mit Kay Kyser, Mischa Auer und Joan Davis in den Hauptrollen. In dem Film wird der Song von Georgia Carroll und Harry Babbitt vorgestellt. |
| The Ink Spots with Instrumental Accompaniment                                                     | I’ll Get By (As Long as I Have You) Fred E. Ahlert, Roy Turk                                                                       | 13.05.1944    | 14     | 4  | Decca 18 579     | Ein Song, der in diesen Jahren auch von Dick Haymes und Billie Holiday gecovert wurde. |
| The Ink Spots & Ella Fitzgerald                                                                   | Cow-Cow-Boogie (Cuma-Ti-Yi-Yi-Ay) Don Raye, Gene De Paul, Benny Carter                                                             | 26.02.1944    | 12     | 1  | Decca 18 587     | „Cow Cow Boogie“ sollte von Ella Fitzgerald in dem Film Ride 'em Cowboy von Abbott und Costello (1942) gesungen werden. In dem fertig gestellten Film lässt Fitzgerald einen Square Dance aufleben und singt einige andere Lieder, aber Cow Cow Boogie erschien nicht in dem Film.                                                                            |
| The Ink Spots & Ella Fitzgerald with Instrumental Accompaniment                                   | I’m Making Believe (From 20th Century-Fox-Picture "Sweet and Low-Down") Mack Gordon, James V. Monaco                               | 28.10.1944    | 6      | 6  | Decca 23 356     | |
| The Ink Spots & Ella Fitzgerald with Instrumental Accompaniment                                   | Into Each Life Some Rain Must Fall Allan Roberts, Doris Fisher                                                                     | 28.10.1944    | 9      | 1  | Decca 23 356     | Die erfolgreiche Single wurde sowohl in der Harlem Hit Parade (1944) als auch in der Pop-Charts Nummer eins. Die B-Seite der Single war der Song I'm Making Believe, der ebenfalls in beiden Charts erfolgreich war. |
| Harry James & his Orchestra                                                                       | Jump Town Harry James, Jack Matthias                                                                                               | 15.01.1944    | 3      | 9  | Columbia 36 683  | Jump Town war die B-Seite von James’ Aufnahme des Songs Cherry, geschrieben von Don Redman. |
| Buddy Johnson & his Band, Vocal Chorus by Ella Johnson                                            | When My Man Comes Hone Mayo Williams, Buddy Johnson                                                                                | 26.02.1944    | 24     | 1  | Decca 8655       | When My Man Comes Home war einer der größten Hits von Buddy Johnson; Vokalistin ist Ella Johnson. |
| Louis Jordan & his Tympany Five                                                                   | G.I. Jive Johnny Mercer | 29.04.1944    | 26     | 1  | Decca 8659       | Louis Jordan war „der globale Favorit von elf Millionen GIs“; mit Songs wie Ration Blues und G.I. Jive sprach er direkt mit denjenigen, die die Auswirkungen des Krieges im zivilen bzw. militärischen Leben erlebten. |
| Louis Jordan & his Tympany Five                                                                   | Is You Is Or Is You Ain't (Ma' Baby) (From Universal-Picture "Follow the Boys") Billy Austin, Louis Jordan                         | 17.06.1944    | 16     | 3  | Decca 8859       | Mitte der 1940er-Jahre gehörten Jordans Tympani Five landesweit zu den populärsten schwarzen Bands, mit Hits wie Is You Is or Is You Ain't (My Baby)? und Choo Choo Ch'boogie. |
| Louis Jordan & his Tympany Five                                                                   | Ration Blues Louis Jordan, Antonio Cosie, Collenane Clark                                                                          | 01.01.1944    | 19     | 1  | Decca 8654       | „1944 konnte der Einfluss des Zweiten Weltkriegs in Liedern wie Ration Blues von Louis Jordan nachgewiesen werden.“ Jordans Songs hieß ursprünglich Mop! Mop!. |
| The Kansas City Five feat. Lester Young                                                           | Lester Leaps Again Lester Young | 20.05.1944    | 2      | 10 | Keynote 1302     | |
| Stan Kenton & his Orchestra, Vocal by Red Dorris                                                  | Do Nothin’ Til You Hear from Me Duke Ellington                                                                                     | 01.04.1944    | 1      | 8  | Capitol 145      | |
| The King Cole Trio                                                                                | All for You Robert Sherman | 01.01.1944    | 6      | 3  | Capitol 139      | |
| The King Cole Trio                                                                                | Gee, Baby, Ain't I Good To You Don Redman, Andy Razaf                                                                              | 30.09.1944    | 13     | 1  | Capitol 169      | Gee Baby, Ain't I Good to You, ein Song aus den 20er-Jahren, wurde 1944/45 auch von Jimmy Rushing, Hot Lips Page, The Delta Rhythm Boys (mit The Gulf Coast Five) und Count Basie & Lester Young eingespielt. |
| The King Cole Trio                                                                                | I Can’t See for Lookin’ Nadine Robinson – Dok Stanford                                                                             | 06.05.1944    | 14     | 2  | Capitol 154      | Der Song wurde in dieser Zeit auch von Sonny Dunham, Lucky Millinder und Louis Jordan & His Tympany Five gecovert. |
| The King Cole Trio                                                                                | I Realize Now Stanley Cowan, Sidney Miller                                                                                         | 23.09.1944    | 4      | 9  | Capitol 169      | |
| The King Cole Trio                                                                                | I'm Lost Otis René | 21.10.1944    | 9      | 4  | Excelsior 2986   | Ein Titel von Nat King Cole (p,vcl), Oscar Moore (git) und Johnny Miller (kb) |
| The King Cole Trio                                                                                | It’s Only a Paper Moon (From Paramount Picture "Take A Chance") Harold Arlen, E. Y. Harburg                                        | 02.12.1944    | 4      | 5  | Capitol 20 012   | |
| The King Cole Trio                                                                                | Straighten Up and Fly Right Nat King Cole, Irving Mills                                                                            | 15.04.1944    | 24     | 1  | Capitol 154      | Nat King Coles Klassiker, einer seiner ersten großen Hits auf Capitol Records, war Straighten Up and Fly Right, der es auch in die amerikanischen Popcharts und Countrycharts schaffte. |
| The Lester Young Quartet                                                                          | Just You, Just Me Douglas Gamley, Bob Docker, Jesse Greer & Raymond Klages                                                         | 25.03.1944    | 1      | 9  | Keynote 603      | |
| The Lester Young Quartet                                                                          | Sometimes I’m Happy Vincent Youmans, Irving Caesar                                                                                 | 25.03.1944    | 4      | 5  | Keynote 604      | Sometimes I’m Happy war die B-Seite von Afternoon of a Basie-ite. Im Lester Young Quartet spielten Johnny Guarnieri, Slam Stewart und Sidney Catlett. |
| Johnny Mercer with Paul Weston & his Orchestra                                                    | G.I. Jive Johnny Mercer | 08.01.1944    | 6      | 1  | Capitol 141      | Das Lied beschreibt den Tag des zum Militär angeworbenen Mannes in der Grundausbildung mit solchen Zeilen wie „Met a gal in calico, down in Santa Fe / Used to be her Sunday beau til I rode away. / Do I want her, do I want her love?“ |
| Glenn Miller & his Orchestra, Vocal Refrain by the Modernaires                                    | It Must Be Jelly (’Cause Jam Don’t Shake Like That) Chummy MacGregor, George Dale Williams                                         | 08.01.1944    | 9      | 2  | Victor 20-1546   | It Must Be Jelly war die letzte Notierung Glenn Millers in der Harlem Hit Parade. |
| Lucky Millinder & his Orchestra, Vocal Chorus by Trevor Bacon                                     | Sweet Slumber Lucky Millinder, Al J. Neiburg, William Henri Woode                                                                  | 01.01.1944    | 16     | 3  | Decca 18 569     | Bandvokalist war Trevor Bacon. |
| The Mills Brothers                                                                                | Paper Doll Johnny S. Black | 01.01.1944    | 4      | 6  | Decca 20-1519    | Paper Doll war der erfolgreichste Titel, den die Mills Brothers je aufnahmen; er wurde zu ihrer Erkennungsmelodie. |
| The Mills Brothers                                                                                | Till Then Eddie Seller, Guy Wood, Sol Marcus                                                                                       | 03.06.1944    | 20     | 1  | Decca 18 599     | B-Seite der Single war der Song You Always Hurt the One You Love, der 1944/45 in der Version der Mills Brothers ebenfalls in die Harlem Hit Parade gelangte. |
| The Mills Brothers                                                                                | You Always Hurt the One You Love Allan Roberts, Doris Fisher                                                                       | 05.08.1944    | 19     | 5  | Decca 18599      | You Always Hurt the One You Love war der vierte Nummer-1-Hit der Mills Brothers in den Billboard-Charts und die zweite 78er, die über eine Million mal verkauft wurde. 1944 nahmen ihn auch Kay Starr, Charlie Spivak, Charlie Barnet und Bunk Johnson auf.                                                                                                   |
| Ella Mae Morse with Dick Walters & his Orchestra                                                  | Shoo-Shoo Baby (From the Universal Picture "Three Cheers for the Boys") Phil Moore                                                 | 01.01.1944    | 11     | 1  | Capitol 143      | „Shoo-Shoo Baby, als Veröffentlichung von Ella Mae Morse und diesmal vom Dick Walters Orchestra unterstützt, hat etwas von dem Slang des Zweiten Weltkriegs, [ein Song,] dessen Text von Phil Moore verfasst wurde, schnell und voller Aufregung. Ella Mae glänzt erneut mit ihrer schwülen Stimme.“                                                          |
| Louis Prima & his Orchestra                                                                       | The White Cliffs of Dover Walter Kent, Nat Burton                                                                                  | 16.12.1944    | 1      | 10 | Hit 7109         | Das patriotische Lied war in der Kriegszeit populär in den Versionen von Vera Lynn, Kai Kyer, Glenn Miller und Kate Smith. |
| Louis Prima, Vocal Refrain by Lilly Ann Carol                                                     | I'll Walk Alone (From Universal Film "Three Cheers for the Boys") Jule Styne, Sammy Cahn                                           | 21.10.1944    | 1      | 9  | Hit 7083         | |
| Dinah Shore with Mixed Chorus                                                                     | I'll Walk Alone (From the Universal-Film "Follow the Boys") Jule Styne, Sammy Cahn                                                 | 18.11.1944    | 2      | 10 | Victor 20-1586   | |
| Cootie Williams & his Orchestra, Vocal Refrain by Eddie Vinson                                    | Red Blues Big Joe Turner, Pete Johnson, Bob Haggart                                                                                | 20.05.1944    | 32     | 2  | Hit 7084         | Cherry Red war der größte Hit für Cootie Williams and His Orchestra, in dem bei dieser Aufnahme u. a. Eddie Vinson, Bud Powell, Eddie Lockjaw Davis und George Treadwell spielten. |
| Cootie Williams & his Orchestra, Vocal Refrain by Eddie Vinson                                    | Is You Is Or Is You Ain't Billy Austin, Louis Jordan                                                                               | 28.10.1944    | 3      | 9  | Hit 7108         | |